# معهد كيرا
معهد كيرا، منظمة غير ربحية، تأسس عام 1997 لتشجيع الاستعلام المفتوح فيما يتعلق بطبيعة المعرفة العلمية وعلاقتها بوجهات النظر الأخرى المستمدة من مجالات المعرفة الواسعة.
أما مؤسسو المعهد فهم بيت هت (عالم فيزياء فلكية في معهد الدراسات المتقدمة في برنستون)، روجر شيبرد (عالم في علم النفس المعرفي في جامعة ستانفورد)، ستيفين تينر (محاضر في معهد الديانات العالمية)، باس فان فراسين (عالم في الفلسفة العلمية في جامعة بريستون)، آرثر زايونك (فيزيائي في جامعة أمهرست)..

## التعليم
عقد معهد كيرا سلسة من المدارس الصيفية السنوية في جامعة أمهرست من عام 1998 إلى 2002، كانت تهدف إلى الجمع بين طلاب الدراسات العليا من مختلف التخصصات العلمية إضافة إلى التاريخ وفلسفة العلوم. وقد تم اختيار عدد من المتحدثين الضيوف في علم الأحياء والعلوم الاستعرافية وعلم الحاسوب وتاريخ الفن والفلسفة وعلم اجتماع العلوم، منهم غيشي ثبتين جينبا، وإيرازيم كوهاك وإليزابيث للويد وبريان كانتويل سميث وإليزابيث سبيلكي ولين مارغوليس وديفيد أبرام.

## الأبحاث
في الفترة من 1997 حتى 2005، اجتمع المؤسسون عدة مرات كل سنة في عطل نهاية الأسبوع. وقد ساهمت هذه الاجتماعات في توجيه المجموعة فيما يخص الأبحاث الأساسية والمنشورات والأنشطة التعليمية.

## الحياة الثانية

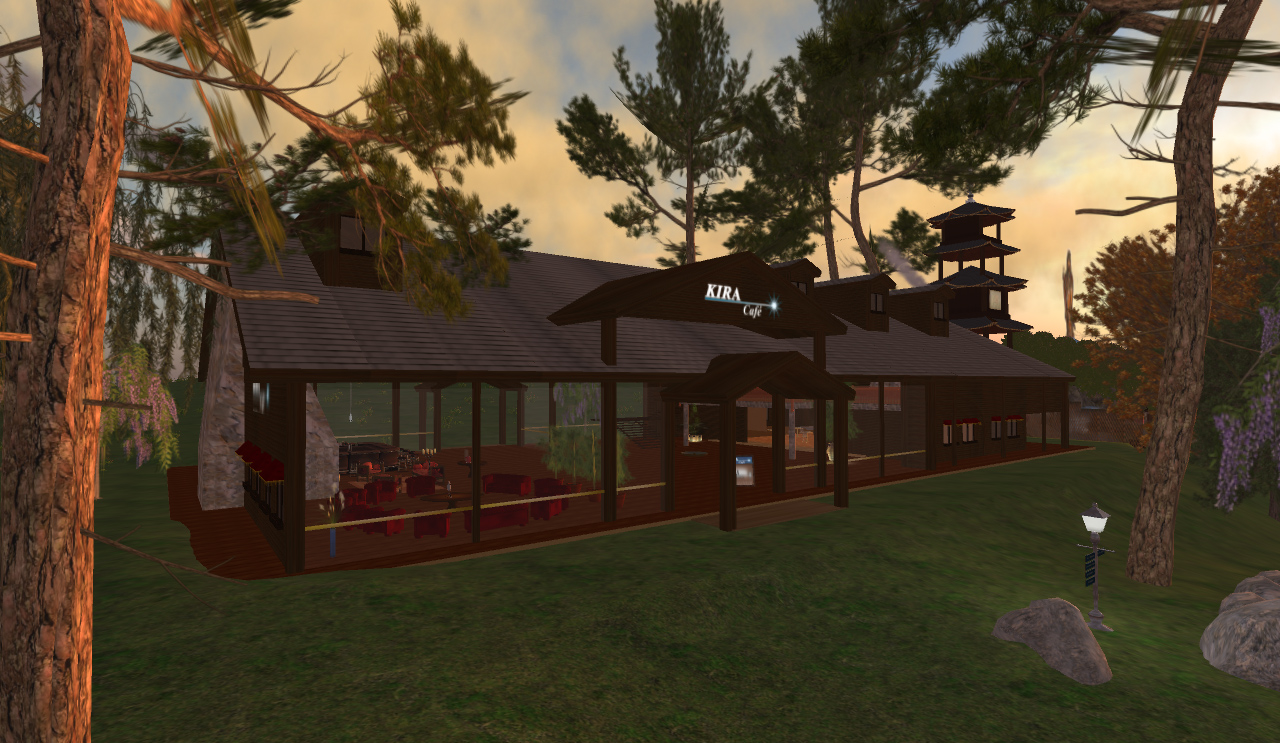
مقهى كيرا وقت الغروب في الحياة الثانية

عام 2008، أنشأ معهد كيرا مقهى في العالم الافتراضي في سيكند لايف، والتي تحوي ورش عمل في موضوعات مختلفة كمختبرات ميتافيرس وتاريخ الفن والقانون والحقول المتداخلة وعلم الظواهر. يتبنى مقهى كيرا فلسفة تشغيل مماثلة للمقهى العلمي.

## روابط خارجية
- الموقع الرسمي نسخة محفوظة 17 يونيو 2010 على موقع واي باك مشين.
- معهد كيرا الافتراضي (Part 1/2) على يوتيوب
- معهد كيرا الافتراضي (2/2) على يوتيوب